# Buskbock
Buskbock eller hieroglyfantilop (Tragelaphus scriptus) är en antilop som man hittar söder om Sahara.

## Kännetecken
.

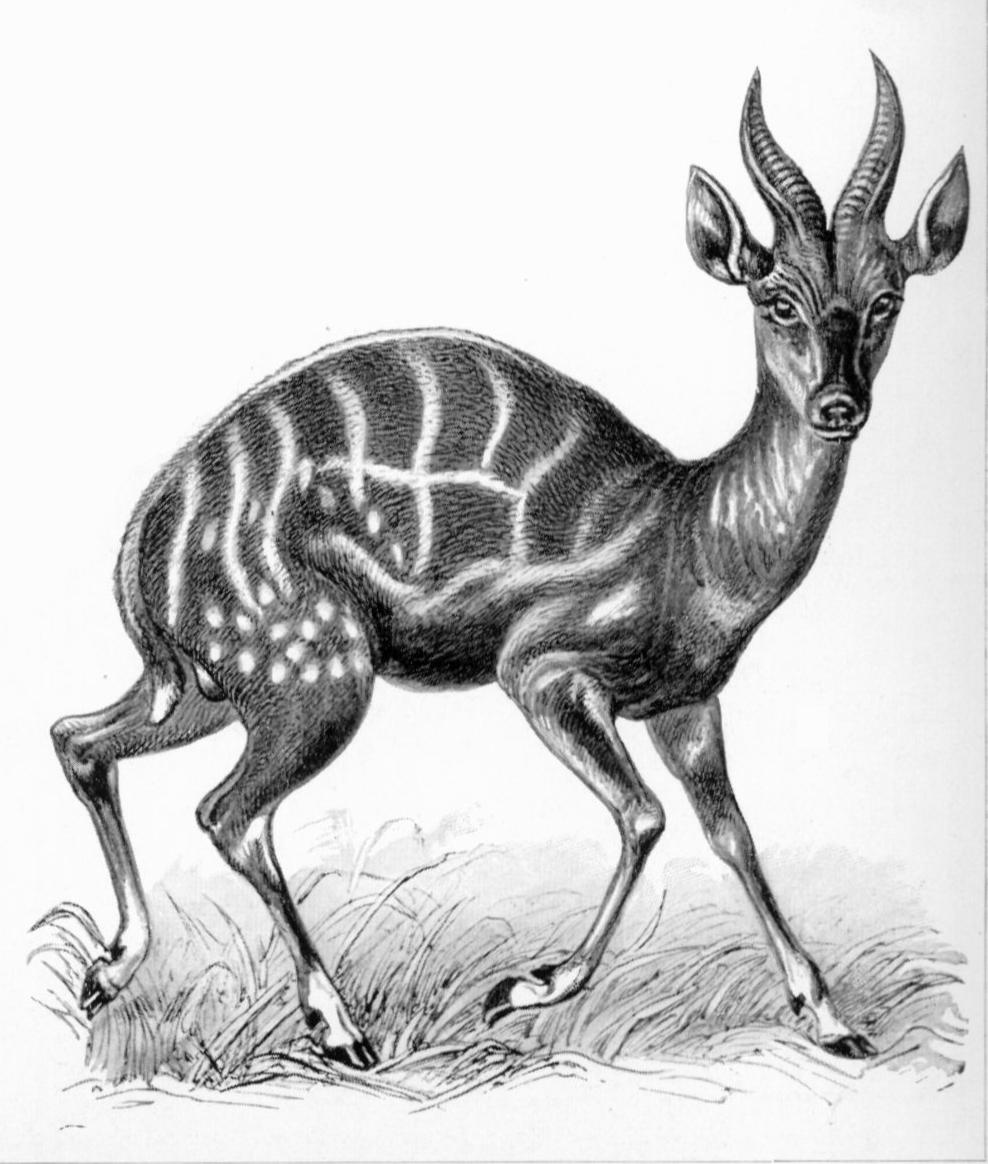
Buskbock

En buskbock har en mankhöjd på ungefär 90 centimeter och den kan väga mellan 30 och 80 kilogram. Bockens päls varierar efter var den hör hemma någonstans. Den kan vara svartbrun, grå, ljusbeige eller kastanjeröd. Djurets vita fläckar skiljer sig också åt mellan djuren. Det är bara hanarna som har horn och de kan bli runt 50 centimeter och är lite böjda.

## Utbredning och habitat
Arten lever i Afrika söder om Sahara. Utbredningsområdet sträcker sig från Senegal och Mauretaniens södra spets över Sahelzonen till Eritrea och sedan söderut till sydligaste Sydafrika. Arten saknas däremot i Kongoflodens slättland, i nordvästra Sydafrika samt i större delar av Namibia och Botswana. Man hittar buskbocken i alla tänkbara miljöer, i till exempel halvöknar, skogar, sumpmarker, träd- och busksavanner och i trädgårdar.

## Levnadssätt
De äter för det mesta gräs, löv, frukt, rötter, bark och grönsaker. Bocken är för det mesta dagaktiv utom i närheten av människan. Då är de istället nattaktiva för att inte komma i kontakt med människor. 
Buskbocken är ett djur som för det mesta lever ensamt eller med en partner. De har ett revir som de försvarar och inte gärna lämnar. Deras revir överlappar varandra så det kan finnas ett antal bockar i samma område. Bocken märker sitt revir genom att göra skrapmärken på buskar och träd. Deras revir innehåller en mängd stigar, viloplatser och avföringshögar.
Honorna brukar, efter en dräktighetsperiod på 6 månader, föda en kalv två gånger per år. Kalven diar tills den är 5-6 månader och den blir könsmogen vid ungefär 11-12 månaders ålder. Det djur som främst brukar jaga buskbock är leopard men även pytonorm, lejon, guldkatt och serval kan ta en bock emellanåt. Buskbockar kan bli ca 12 år gamla.